# Венеція (метрополійне місто)
Метрополійне місто Венеція (італ. Città metropolitana di Venezia — адміністративно-територіальна одиниця у регіоні Венето, Італія. Одне з 10 метрополійних міст, що були створені законом 7 квітня 2014 року. З 1 січня 2015 року замінює провінцію Венеція.